# Butlerov (Mondkrater)
Butlerov ist ein Einschlagkrater auf der Mondrückseite.
Der Krater liegt im Westen des größten Mondmeeres Oceanus Procellarum, in einem von der Erde aus gerade nicht mehr einsehbaren Gebiet. Zusammen mit dem ungefähr gleichgroßen, westlich gelegenen Pease liegt er in der Nähe des Mittelpunktes des von den größeren Kratern Alter, Elvey und Kolhörtser gebildeten Dreiecks.
Dem nahezu kreisrunden Krater sind keine Nebenkrater zugeordnet.
Der Krater wurde 1970 von der IAU offiziell nach dem russischen Chemiker Alexander Michailowitsch Butlerow benannt.